# San Juan del Sur
San Juan del Sur is een plaats en gemeente in het departement Rivas in het zuidwesten van Nicaragua. De gemeente telde 15.711 inwoners in 2015 op een oppervlakte van 411 km², waarmee de bevolkingsdichtheid ongeveer 38 inw. per km² bedroeg. Het havenstadje San Juan del Sur aan de Grote Oceaan is de hoofdplaats van de gemeente en is als toeristische bestemming in trek bij surfers.

## Geografie
San Juan del Sur ligt aan een hoefijzervormige baai van de Grote Oceaan in het zuidwesten van Nicaragua, zo'n dertig kilometer van de Costa Ricaaanse grens. De gemeente grenst aan de gemeenten Tola in het noorden, Rivas in het oosten en Cárdenas in het zuidoosten, alsook aan Costa Rica in het zuiden.

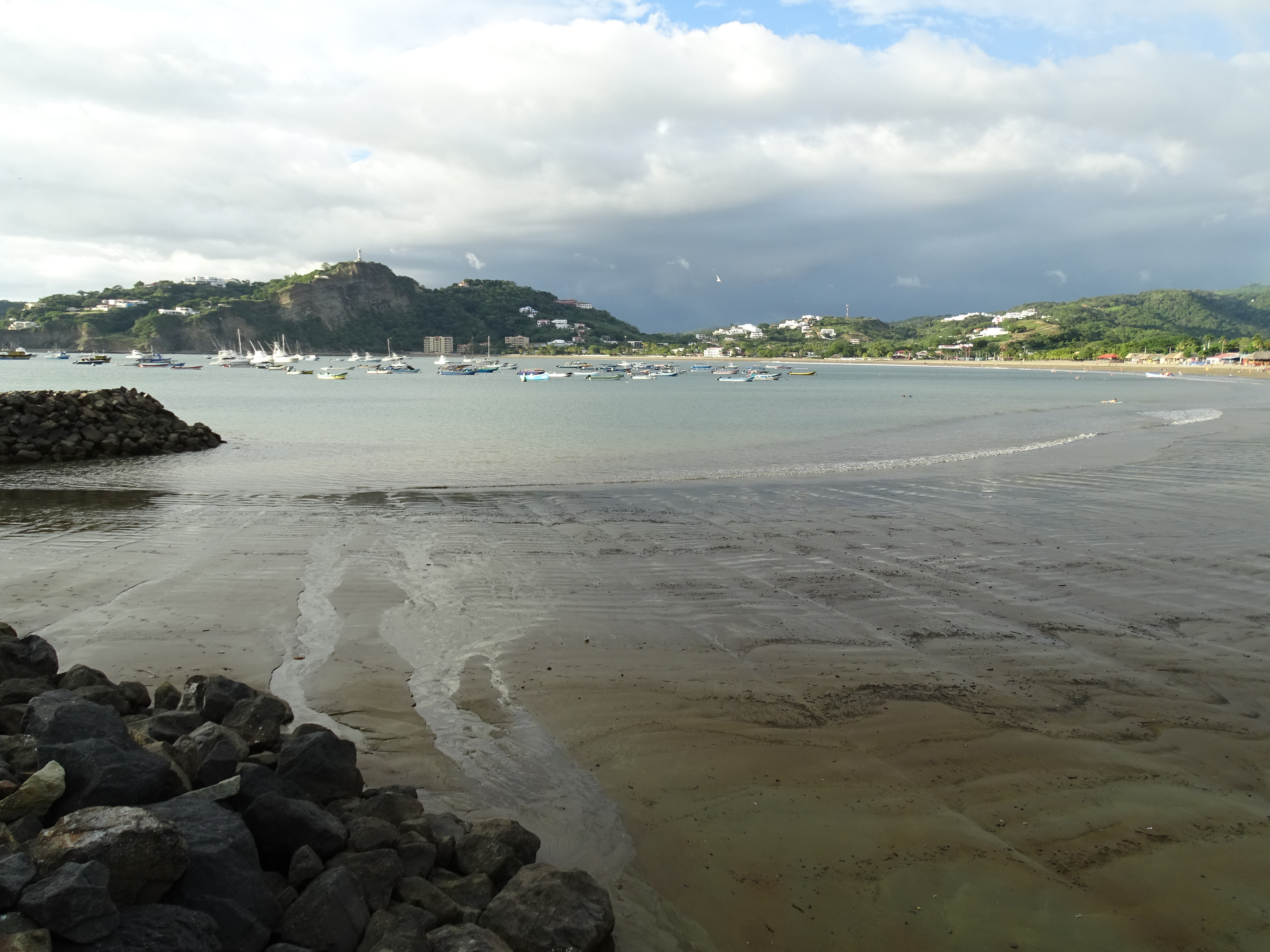
Uitzicht vanuit de zuidelijke oever over de baai van San Juan del Sur
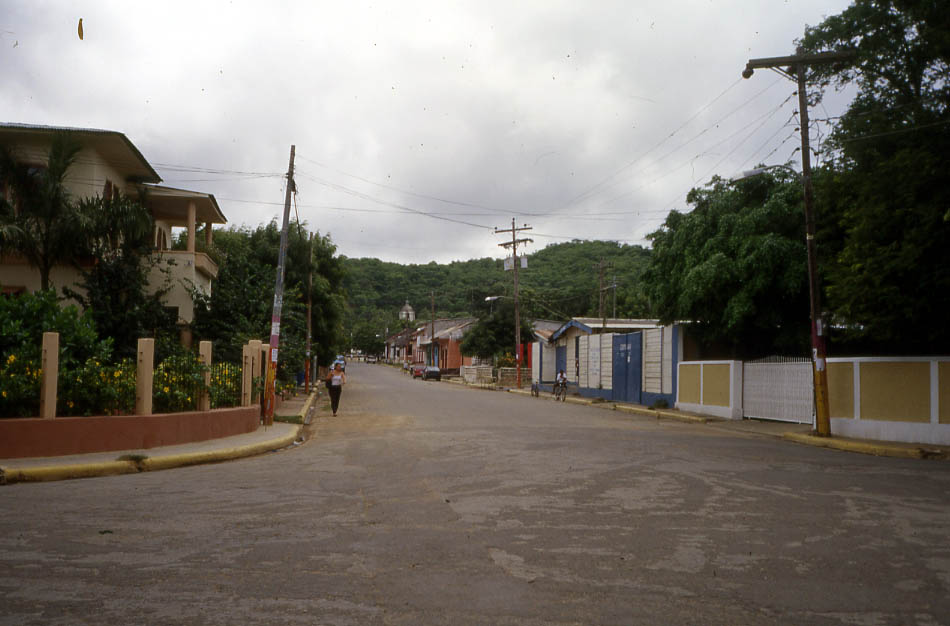
Straatbeeld

## Geschiedenis
Ten tijde van de Californische goldrush midden 19e eeuw lag San Juan del Sur op een van de routes waarlangs goudzoekers uit de oostelijke Verenigde Staten en Europa naar Californië trokken. Migranten voeren vanaf San Juan del Norte de San Juan op en staken vervolgens het meer van Nicaragua over. Nadat Cornelius Vanderbilt het monopolie op transitdiensten via Nicaragua had verworven, liep het laatste deel van de route over land van Rivas naar San Juan del Sur, waar goudzoekers zich inscheepten voor hun reis naar San Francisco.
Altagracia · Belén · Buenos Aires · Cárdenas · Moyogalpa · Potosí · Rivas · San Jorge · San Juan del Sur · Tola